# Kobyly
Obec Kobyly (německy Kobil) se nachází v okrese Liberec v Libereckém kraji. Žije zde 374 obyvatel. 

## Historie a současnost
První písemná zmínka o obci pochází z roku 1239, kdy byla osada Kobyly součástí panství Hynka Berky z Dubé. V pozdější době se stala majetkem Rohanů.

## Pamětihodnosti
- Rovinné sídliště, archeologické naleziště kobylské skupiny

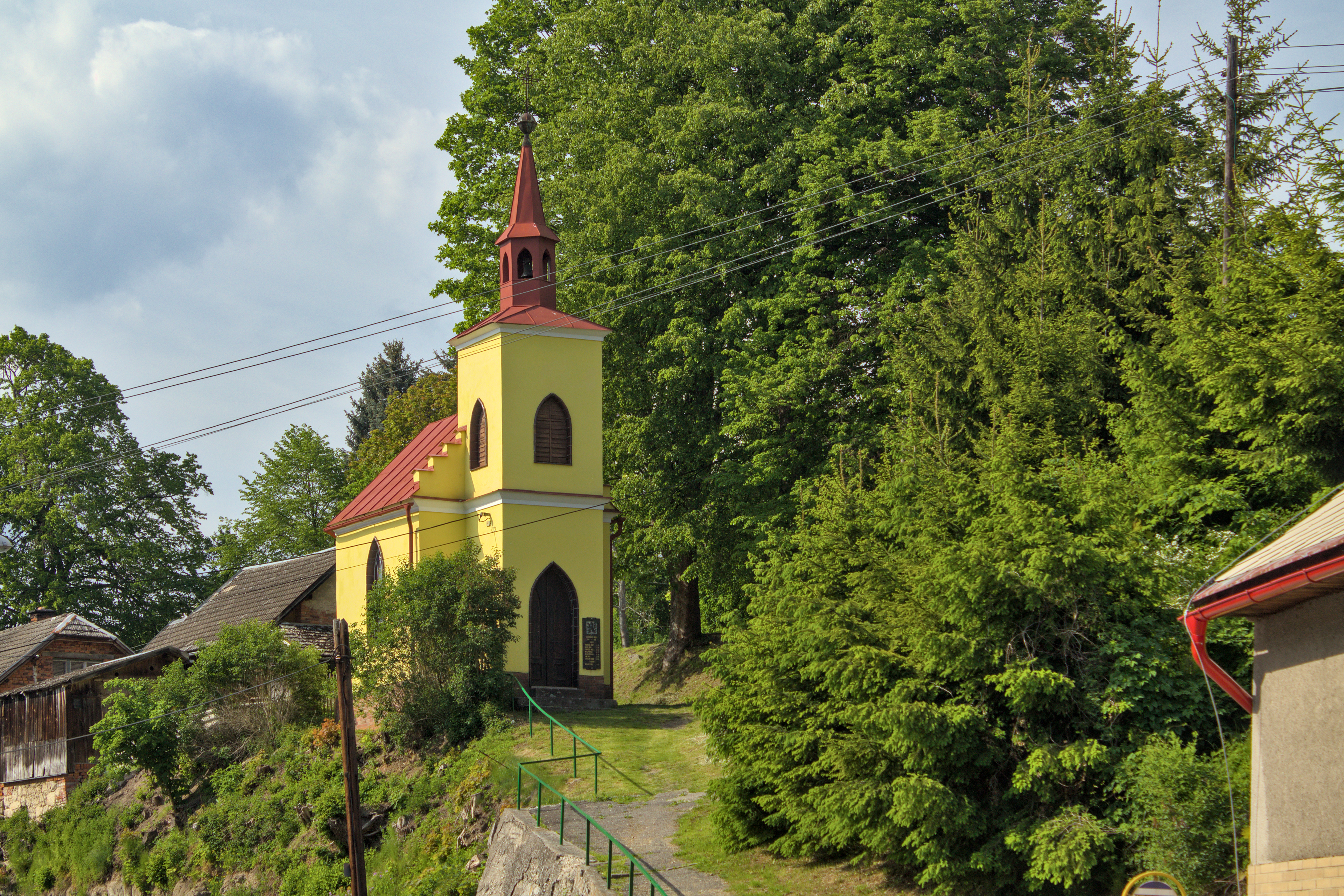
Kaple sv. Václava

- Kaple sv. Havla z roku 1888
- Kaple sv. Václava z roku 1900

## Části obce
- Kobyly
- Havlovice
- Janovice
- Podhora
- Radvanice
- Sedlisko
- Vorklebice